# Micheline (automotor)
Un Micheline es un tipo de automotor ferroviario ligero francés, cuyas ruedas estaban equipadas con neumáticos especiales desarrollados por la empresa Michelin en los años 1930.
Por extensión, otros automotores posteriores también se denominaron en Francia coloquialmente con la palabra "micheline".

## Neumático sobre un carril

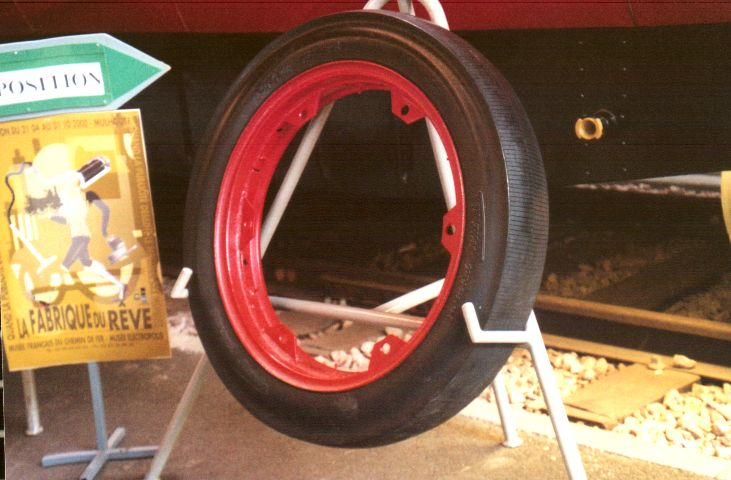
Rueda especial para el automotor, equipada con un neumático Michelin

En el año 1930, André Michelin tenía como objetivo mejorar la comodidad de los trenes de pasajeros. Para ello desarrolló un neumático hueco especial, capaz de rodar sobre la reducida superficie de rodadura que ofrece la cabeza de un raíl, cruzar los desvíos y también capaz de soportar la carga de los vehículos sobre raíles. Este pneurail, cuya primera versión fue patentada en 1929, se fabricaría posteriormente con una estructura metálica más resistente.
Mediante el contacto caucho-riel, el neumático realizaba las funciones de tracción y de frenado, sirviéndose de una pestaña metálica unida a la llanta para guiar la rueda sobre el riel. En comparación con las ruedas con llanta de acero, la cubierta ofrecía mayor agarre y comodidad, pero a costa de una carga por eje limitada. Para superar esta restricción, fue necesario multiplicar el número de ruedas y construir vehículos más ligeros, utilizando técnicas de aviación como el uso de duraluminio remachado en las carrocerías.

## Historia

### Prototipos

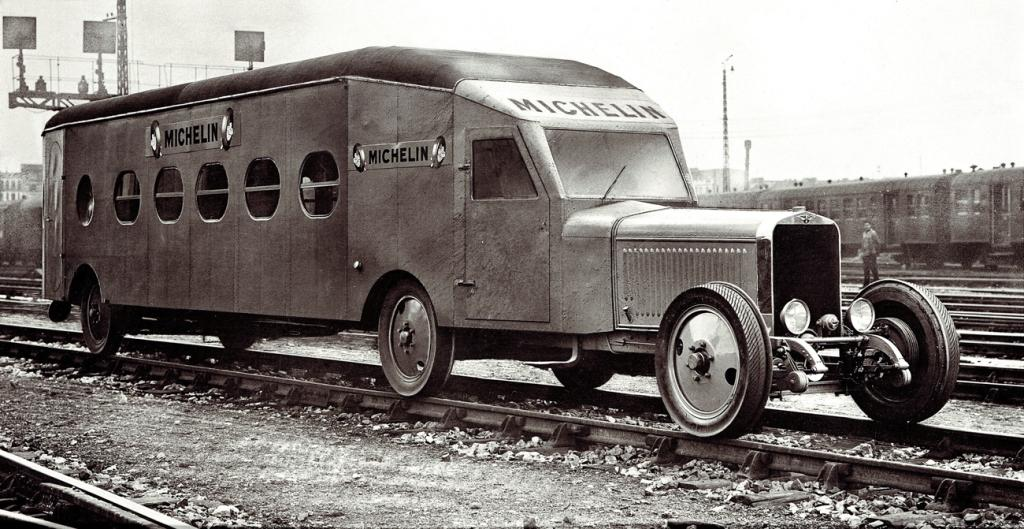
Prototipo Micheline tipo 5, que el 10 de septiembre de 1931 realizó el recorrido París-Deauville en 2 horas y 3 minutos (a un promedio de 107 km/h), superando al expreso de lujo por 32 minutos

El primer prototipo (el tipo 1) se desarrolló en 1929, y en 1931 Michelin decidió que el tipo 5 sería presentado a las empresas ferroviarias. Para promocionar su invento, Marcel Michelin, el hijo de André Michelin, organizó una demostración el 10 de septiembre de 1931. Para la ocasión, invitó a André Citroën y a su esposa, al director de los Ferrocarriles del Estado y a algunos funcionarios y periodistas. A las 12:44, 2 horas y 14 minutos después de haber iniciado su marcha, el Micheline entró en la estación de Deauville. Había partido a las 10:30 para realizar un viaje de ida y vuelta entre París Saint-Lazare y Deauville. De regreso, recorrió la distancia de 219,2 km que separa las dos estaciones en 2 horas y 3 minutos, es decir, a una velocidad promedio de 107 km/h con picos de 130 km/h. Esta alta velocidad para la época aseguró una amplia publicidad a la demostración realizada.

### Micheline tipo 11

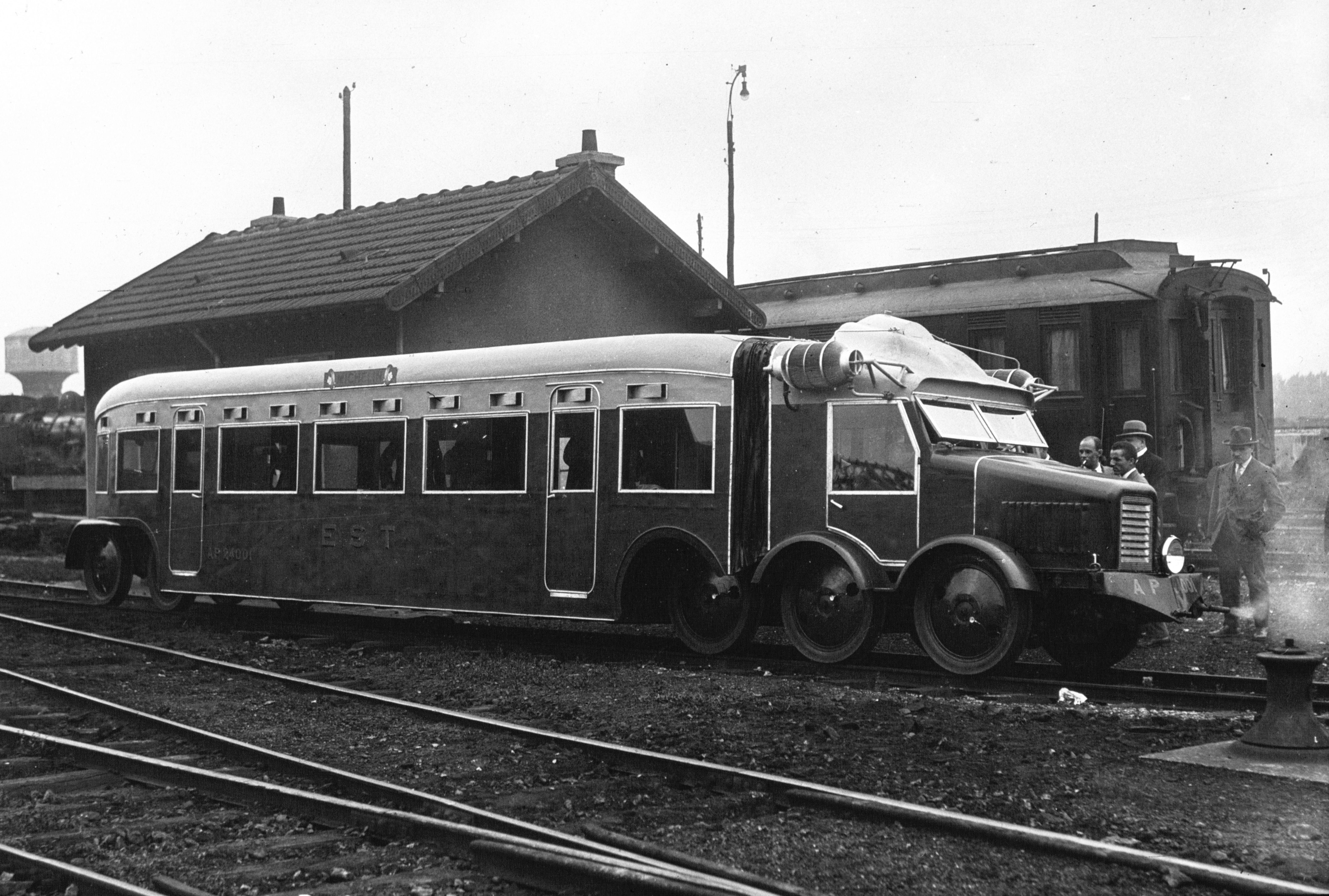
El primer Micheline operativo (tipo 11 de 1932) tenía la apariencia de un autobús con un semirremolque

En 1932 se puso en servicio el “Micheline de 24 plazas”, denominado tipo 11, del que se fabricaron once unidades. Muy similar a un vehículo de carretera, constaba de una unidad tractora de tres ejes (eje motriz central) y un semirremolque equipado con un bogie de dos ejes en la parte trasera. La carrocería del remolque contaba con una estructura de aluminio revestida de contrachapado. Como solo tenía un asiento de conductor en la parte delantera, era necesario darles la vuelta al final del viaje. Las primeras unidades se pusieron en servicio por la Compañía de los Ferrocarriles del Este el 21 de marzo de 1932 en la línea Charleville-Givet, y se retiraron de la circulación en 1939.

### Micheline tipo 16
En 1933 se puso en servicio el tipo 16 de 36 plazas sentadas, de tipo ferroviario más clásico, equipado con dos bogies de tres ejes y dotado de un puesto de conducción elevado sobre el techo, que lo hacía reversible. Se podía utilizar en acoplamiento, y su velocidad máxima era de 90 km/h. El motor de gasolina era un Hispano-Suiza de 12 cilindros en V de 220 CV a 3000 rpm. El peso en vacío era de 8 toneladas, y la carga normal de 4 toneladas. El fuerte agarre del neumático al raíl permitía aceleraciones y frenadas espectaculares, de ahí el interés por los servicios con frecuentes paradas. Lanzada a 90 km/h la máquina era capaz de detenerse en unos cuarenta metros. Se construyó un total de 26 unidades del Micheline tipo 16 de 36 plazas en 1934 y 1935. El Estado encargó 19 unidades numeradas ZZy 24221 a 24239, complementadas por otras 2 unidades del tipo 17 con el perfil trasero cónico, numeradas ZZy 24261 y 24262.
En 1933, la Compañía de los Ferrocarriles de París a Lión y al Mediteráneo (PLM) puso en servicio en el depósito de la Estación de Grenoble sus 2 primeros Micheline ZZR 1 y 2 que, tras las pruebas en la Línea Lión - Grenoble (ruta realizada en 1 hora y 5 minutos) y en la Línea de los Alpes, serán trasladadas el 20 de septiembre de 1935 al depósito de la Estación de Besanzón-Viotte.

### Micheline tipos 20 a 22

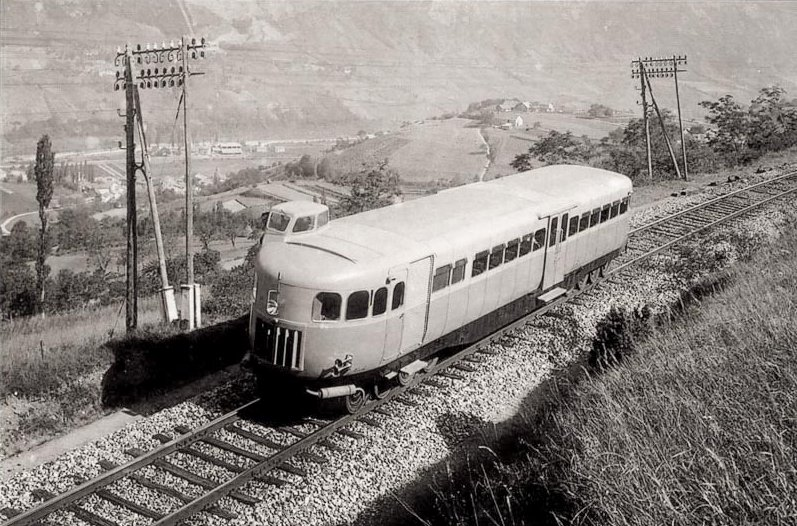
Micheline tipo 22

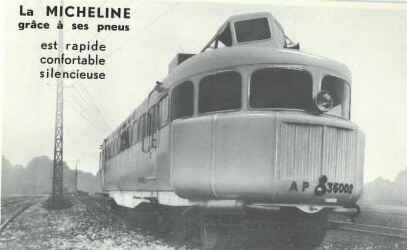
Micheline tipo 22 (postal, Clermont Auvergne Métropole, Bibliothèque du Patrimoine, GRA N 535)

En 1934 apareció un modelo alargado dos metros que ofrecía 56 plazas, equipado con dos bogies de cuatro ejes. Este modelo era combinable, pero requería dos conductores, acoplándose únicamente el freno mediante una línea general de aire comprimido (sistema Westinghouse). Entre 1934 y 1937 se pusieron en servicio 51 unidades. La unidad número 52, del tipo 22, fue entregada a la SNCF en 1949: Michelin no pudo completarla tras los bombardeos de sus fábricas durante la Segunda Guerra Mundial, por lo que se encargó que finalizara su construcción a la empresa Carel Fouché & Cie, que había sido subcontratista de Michelin desde 1932.
La Administración Estatal de Ferrocarriles encargó el siguiente pedido:
- Dos unidades tipo 20 en 1934: el ZZy 24271 y 24272
- Trece unidades tipo 21 en 1935: ZZy 24273 a 24287
- Siete unidades tipo 22 en 1936: ZZ 24288 a 24295

#### Automotor Dunlop-Fouga
En 1935, Dunlop (competidor de Michelin), presentó un coche destinado a la red de la Compañía del Ferrocarril de París a Orleans (PO-Midi) construido por la empresa aeronáutica francesa Fouga (de ahí el nombre “Dunlop-Fouga”).
Este prototipo, que no llegó a la producción en serie, disponía de dos bogies de cuatro ejes, los dos extremos de los cuales tenían ruedas metálicas convencionales para el guiado sobre el carril, y los dos intermedios estaban equipados con neumáticos.

### Micheline tipo 23

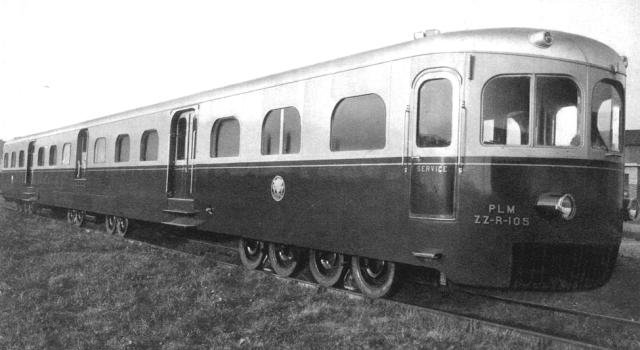
Micheline tipo 23 con bastidor articulado pero carrocería única, 1936

En abril de 1936, Michelin presentó un automotor de 96 plazas (incluyendo 16 asientos plegables), tipo 23, compuesto por una sola carrocería, de  30,36 metros de largo, montada sobre tres bogies de cuatro ejes. El motor Panhard, un doce cilindros en V de 400 CV, se colocó en el bogie central que podía moverse transversalmente, descansando la carga de la carrocería sobre los bogies de los extremos. Había una cabina de conducción en cada extremo. La velocidad máxima era de 135 km/h. Entre 1936 y 1938, el Estado adquirió diez unidades matriculadas ZZ 24241 a 24250, el PLM adquirió las ZZR 101 a 135 y la PO Midi encargó las ZZEty 23681/23585. En la SNCF, parte de ellas se transformaron en remolques, y las Micheline restantes se renumeraron como XM 6101 a 6105. Estas máquinas circularon en Francia hasta 1952.
Después de la Segunda Guerra Mundial, estos automotores aún recientes se convirtieron todos en remolques: acortados y equipados con bogies "Diamond" procedentes de vagones de obras públicas construidos en los EE. UU. durante la Primera Guerra Mundial. Estos 23 remolques, XR 8801 a 8823, fueron modificados en 1953-54 y continuaron su carrera hasta principios de la década de 1970.

### Micheline tipo 33 articulado

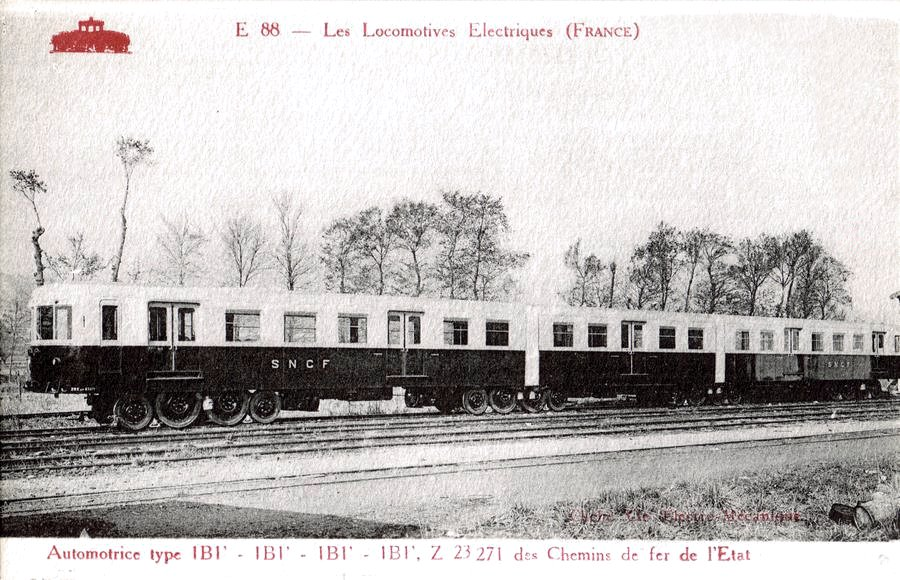
Micheline eléctrico tipo 136 para los suburbios del oeste de París, 1939

En 1936, Michelin estrenó el tipo 33, un tren articulado de tres elementos sobre cuatro bogies, estando los dos bogies centrales propulsados cada uno por un motor Hispano-Suiza de 250 CV (184 kW) colocado en el coche central. Los dos coches de los extremos tenían capacidades de 48 pasajeros de primera clase uno, y de 60 pasajeros de segunda el otro. En cada cabecera se ubicaba un puesto de conducción, y el tren medía 45,2 metros en total.

## Empleo

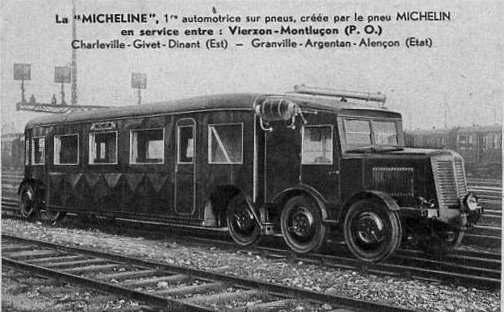
Primer vagón "Micheline" montado sobre neumáticos.

Este tipo de equipos circuló en las líneas de las antiguas empresas francesas, y después entraron al servicio de la SNCF durante muchos años. Los automotores, adaptados para vía estrecha (Tipos 51 y 52), también se pusieron en servicio en las redes del imperio colonial francés de África, en Indochina y en Madagascar.
Varios Micheline fueron construidos en Estados Unidos por la empresa Budd (famosa por su uso innovador del acero inoxidable en las carrocerías de sus coches de viajeros).

## Preservación

### Madagascar
En cuanto al Tipo 51, quedaban dos ejemplares sobre ruedas en Madagascar, donde todavía funcionaba un servicio turístico con Micheline en Antananarivo y Fianarantsoa. Una tercera unidad ya no funcionaba, y en 2009 estaba pendiente de concretar qué se iba a hacer con el vehículo tras sufrir un accidente en los talleres de Antananarivo.

### Francia

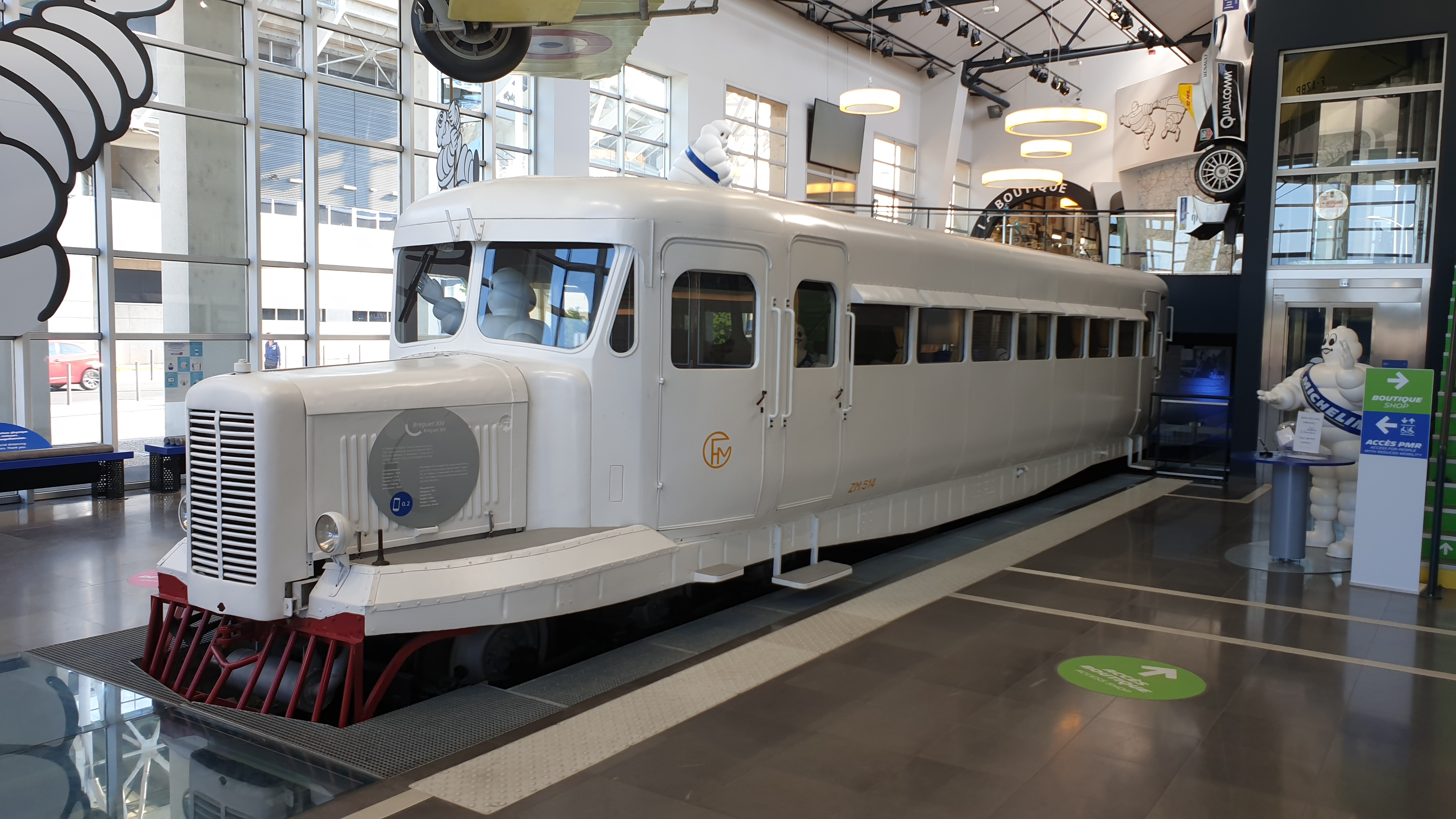
Micheline expuesto en la sala del museo L'Aventure Michelin

Un Micheline malgache completamente restaurado se encuentra en exhibición permanente en el Museo L'Aventure Michelin en Clermont-Ferrand. Esta copia también ha hecho algunas circulaciones turísticas con motivo, en particular, de la Fête de la Vapeur en el Ferrocarril de la Bahía de Somme.
Un ejemplar de Micheline tipo 22 con 56 asientos se exhibe en la Cité du train de Mulhouse.

### China
Un Micheline está en exhibición en el Museo del Ferrocarril de Yunnan en Kunming, China.

## Imágenes
|  |  |  |

|  |  |  |

## Modelismo
El Micheline se ha reproducido varias veces en la escala H0:
- Tipo 5 de Éditions Atlas (modelo estático), n°2 de la colección “Michelines and Autorails”.
- Tipo 11
  - Reproducido con la librea del EST por Éditions Atlas (modelo estático), como parte de la colección “Michelines and Autorails”.
  - Por la firma alemana Märklin.
- Tipo 20 con 56 asientos con la librea del EST por Éditions Atlas (modelo estático), n°5 de la colección “Michelines and Autorails”.
- Tipo 21/22 del artesano Locoset Loisir (Artmetal-LSL).
- Tipo 51 de Éditions Atlas (modelo estático), n°6 de la colección “Michelines and Autorails”.
- Micheline de 36 plazas con la librea STATE por Éditions Atlas (modelo estático), como parte de la colección “Michelines and Autorails”.